# Omar Ostuni
Juan Omar Ostuni Acosta (Paysandú, 18 de junio de 1935 - Paysandú, 7 de octubre de 2012) fue un dramaturgo, profesor, actor y director de teatro uruguayo.

## Biografía
A partir de 1963 y hasta 1991 participó en encuentros y en talleres de formación actoral y de dirección teatral, entre ellos los talleres de Dramaturgia de Mauricio Kartún, Luis Masci y Rubén Yáñez. Egresó del Taller de Artes Escénicas del Ministerio de Educación y Cultura.
Debutó como actor en 1980. Fue profesor de Actuación del Ministerio de Educación y Cultura, en coordinación con la Dirección de Cultura de la Intendencia de Paysandú. Durante casi tres décadas ejerció como profesor de filosofía en la enseñanza secundaria. Fue dirigente sindical en el gremio docente y durante la dictadura se lo destituyó de su cargo. Integró y organizó varios grupos teatrales y en 1985 fue cofundador del grupo teatral Nuevo Teatro de Paysandú.
Además de sus obras de teatro, publicó tres libros dedicados a la historia del teatro en el interior de Uruguay. En la primera parte de su libro Por los teatros del interior (1993) realizó una crónica de la historia del teatro en el interior uruguayo a partir del siglo XIX y hasta la dictadura cívico-militar en Uruguay (1973-1985). En la segunda parte se describe el largo proceso que culminó en la fundación de la Asociación de Teatros del Interior (ATI) y se da cuenta de su primera década de existencia. El mismo Ostuni desempeñó un rol fundamental en este proceso de integración de los grupos de teatro del interior. En Paysandú, capital del teatro del interior (2009), además de trazar la historia del teatro en la ciudad de Paysandú, se resalta la importancia que tuvo esta ciudad en el desarrollo teatral fuera de Montevideo. En El otro teatro uruguayo, una historia para conocernos (2011, con prólogo de Víctor Manuel Leites) abarcó la historia del teatro en el interior desde la segunda mitad del siglo XVIII hasta la primera década del siglo XXI.
En 1993 obtuvo el primer premio del concurso de la Asociación de Teatros del Interior (ATI) por Tarzán en el rincón de Pérez y dos menciones honoríficas en el mismo concurso por Paraíso oriental y Las voces lejanas. En 2001 una mención de honor otorgada por la IMM por Había una vez un pueblo. En 2002 una mención de la Comisión del Fondo Nacional de Teatro (COFONTE) por Los orientales están en el paraíso y en 2003 una mención en el concurso Teatro Circular COFONTE por El anunciador.
Su esposa fue la actriz de teatro Diva Merello, con quien tuvo cinco hijos: Andrea, Gabriela, Fernando, Guiomar y Laureano. Durante décadas fueron propietarios de la desaparecida librería «Macondo», en la ciudad de Paysandú. Junto a ella fundó la Bienal de Teatros del Interior.

## Obras
Obras de teatro
- La vida que elegimos (1983)
- La retirada (1983)
- Aquellos fuegos de la caída (1984)
- El oso mandón y las abejas (1986, adaptación de Miel amarga de Miguel Galich)
- Las voces lejanas (1987)
- Mamá Soledad (1987, monólogo)
- La caída de Paysandú y otras historias (1989)
- Ay, Colón por qué nos descubriste (1990, inspirada en Memoria del fuego de Eduardo Galeano)
- Volverán, los locos volverán (1993)
- Paraíso Oriental (1993)
- Tarzán en el rincón de Pérez (1993)
- Chau, Paisito (1993)
- Humor en la escuela (1993. adaptación de obras de José María Firpo)
- Las aventuras del Sapo Ruperto (1994, adaptación de obra de Roy Berocay)
- El Principito (1998, adaptación de obra de Saint Exupery)
- Había una vez un pueblo (2001)
- Los orientales están en el paraíso (2002)
- El anunciador (2003)
- Ensayo en la plaza (2008)

Investigación teatral
- Por los teatros del interior (Asociación de Teatros del Interior, 1993)
- Paysandú, capital del teatro del interior (2009)
- El otro teatro uruguayo, una historia para conocernos (2011, prólogo de Víctor Manuel Leites)

Otros
- Omar. Recopilación de cuentos y obras para teatro del dramaturgo sanducero Omar Ostuni (2013, prólogo de Víctor Manuel Leites) póstumo